# Sternarchorhynchus roseni
Sternarchorhynchus roseni är en fiskart som beskrevs av Mago-leccia, 1994. Sternarchorhynchus roseni ingår i släktet Sternarchorhynchus och familjen Apteronotidae. Inga underarter finns listade i Catalogue of Life.